# Варденбург
Варденбург (њем. Wardenburg) општина је у њемачкој савезној држави Доња Саксонија. Једно је од 15 општинских средишта округа Олденбург. Према процјени из 2010. у општини је живјело 15.968 становника. Посједује регионалну шифру (AGS) 3458013.

## Географски и демографски подаци
Варденбург се налази у савезној држави Доња Саксонија у округу Олденбург. Општина се налази на надморској висини од 8 метара. Површина општине износи 118,7 km². У самом мјесту је, према процјени из 2010. године, живјело 15.968 становника. Просјечна густина становништва износи 135 становника/km².

## Међународна сарадња
| Мјесто | Држава    | Врста сарадње | Од    |
| ------ | --------- | ------------- | ----- |
| Елде   | Холандија | партнерство   | 1986. |
| Извор  |           |               |       |